# Mycena interrupta
Mycena interrupta is een soort paddenstoel. Het heeft een Gondwanan-verspreidingspatroon, en komt voor in Australië, Nieuw-Zeeland, Nieuw-Caledonië en Chili. In Australië wordt het gevonden in Victoria, Tasmanië, New South Wales, Zuid-Australië en in Queensland, waar de verspreiding beperkt is tot Nationaal park Lamington.

## Omschrijving

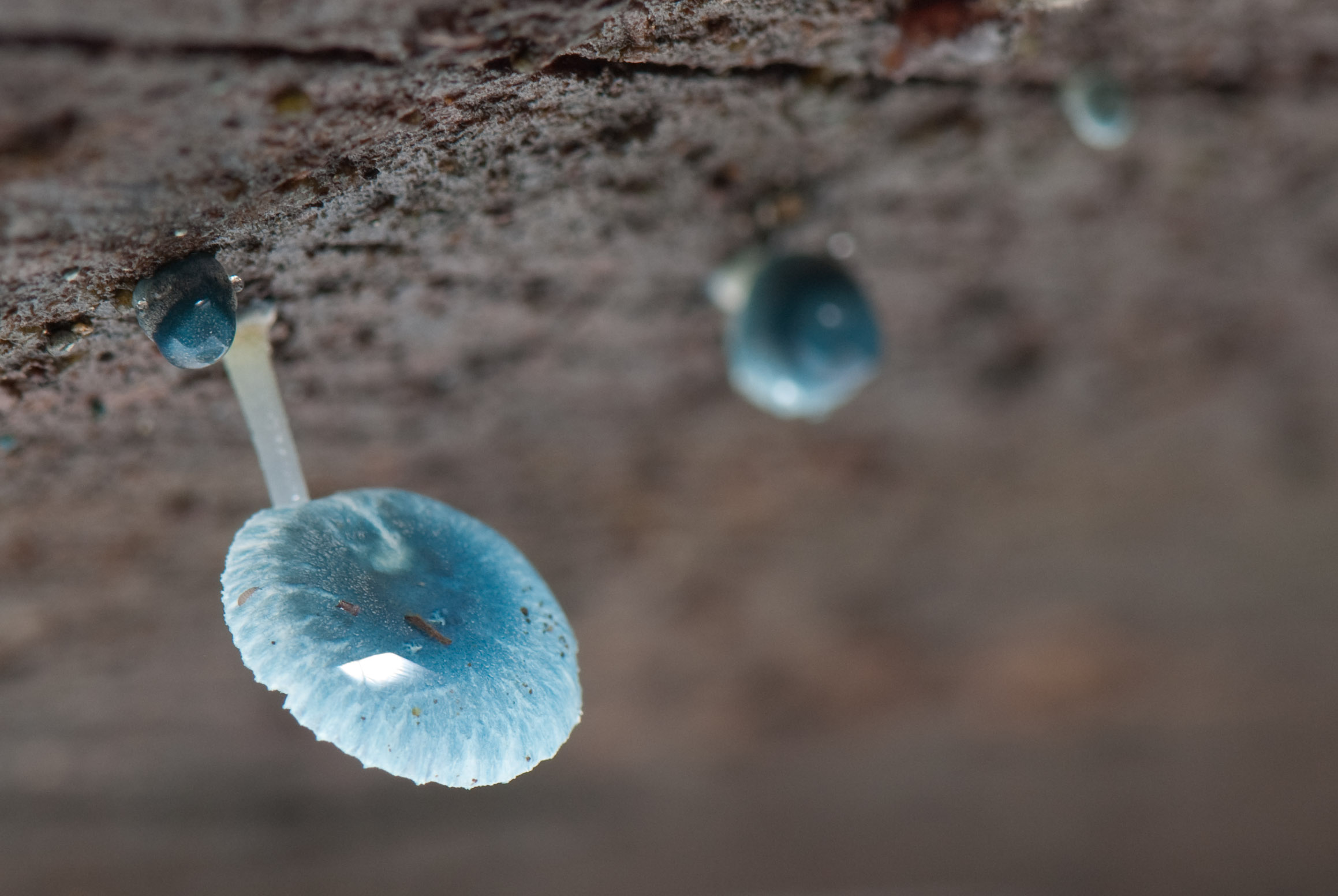
Mycena interrupta die groeit op een boomstam in Oost-Gippsland.

De doorsnede van de hoed van Mycena interrupta varieert van 0,8 tot 2 cm, en ze hebben een heldere cyaanblauwe kleur. Ze zijn bolvormig wanneer ze opkomen en worden breder en platter naarmate ze rijpen, met een lichte indrukking in het midden van de hoed. De hoeden zijn vaak plakkerig en zien er slijmerig uit, vooral bij vochtig weer.
De lengte van de steel varieert doorgaans van 1 tot 2 cm lengte en 0,1 tot 0,2 cm dikte. De steel is wit en glad, en aan de basis is het aan houten substraat bevestigd door een platte witte schijf.
De lamellen zijn wit met blauwe randen. De sporen zijn wit, glad, ellipsvormig en hebben afmetingen van 7-10 × 4-6 µm.
In tegenstelling tot sommige andere Mycena-soorten is Mycena interrupta niet bioluminescent.

## Leefomgeving en verspreiding
De Mycena interrupta komt voor in kleine kolonies op rottend, vochtig hout in regenwouden en beuken- of eucalyptusbossen.